# Территориальная оборона Сербской Краины
Территориальная оборона Сербской Краины (серб. Територијална одбрана Српске Крајине) — вооружённое формирование, существовавшее в Сербской Краине в 1991—1992 годах.
Территориальная оборона (ТО) в Сербской Краине начала формироваться весной—летом 1991 года на фоне эскалации конфликта в Хорватии. Уже летом того же года её части приняли участие в боях с хорватскими гвардией и полицией. Осенью 1991 года ТО Краины прошла реорганизацию и была подчинена Югославской народной армии (ЮНА), под руководством которой в дальнейшем вела боевые действия.
После Сараевского перемирия части ТО демобилизовали. Весной 1992 года произошла ещё одна реорганизация ТО, также ей было передано некоторое вооружение из выводимых с территории Краины частей Югославской народной армии. Осенью 1992 года ТО была распущена в рамках военной реформы, её личный состав перешел в Сербское войско Краины.

## История

### Формирование ТО в Сербской Краине
Территориальную оборону в Социалистической Федеративной Республике Югославия создали в качестве составной части вооружённых сил после принятия в 1969 году концепции общенародной обороны. Она предусматривала в случае войны опору Югославской народной армии на части ополчения — Территориальной обороны. Каждая югославская республика обладала собственной ТО со своими складами вооружения и снаряжения.
В начале 1991 года единственным военизированным формированием в Сербской Краине была Милиция, сотрудники которой участвовали в нескольких столкновениях с отрядами хорватского спецназа. Произошедшая весной того же года эскалация конфликта вынудила краинское руководство начать мероприятия по мобилизации Территориальной обороны. К этому времени прежняя ТО Социалистической Республики Хорватии распалась на две части: ту, что подчинялась хорватскому правительству и ту, что была на территориях, подконтрольных властям Краины. Ещё в 1990 году югославская армия изъяла почти всё вооружение ТО в Хорватии, поэтому после развертывания подразделений краинская ТО столкнулась с серьёзной нехваткой оружия и военного снаряжения.
Поскольку Сербская Краина официально оставалась в составе СФРЮ, то подразделения её Территориальной обороны считались частью федеральных вооруженных сил. Поэтому её оснащением занималась Югославская народная армия. Она же руководила её частями в ходе боевых действий и назначала командующих из числа собственных офицеров. Если весной—летом 1991 года каждая община из состава Сербской Краины самостоятельно формировала части ТО, то в начале осени 1991 года эту функцию взяло на себя югославское армейское руководство.

### ТО осенью 1991—зимой 1992 годов

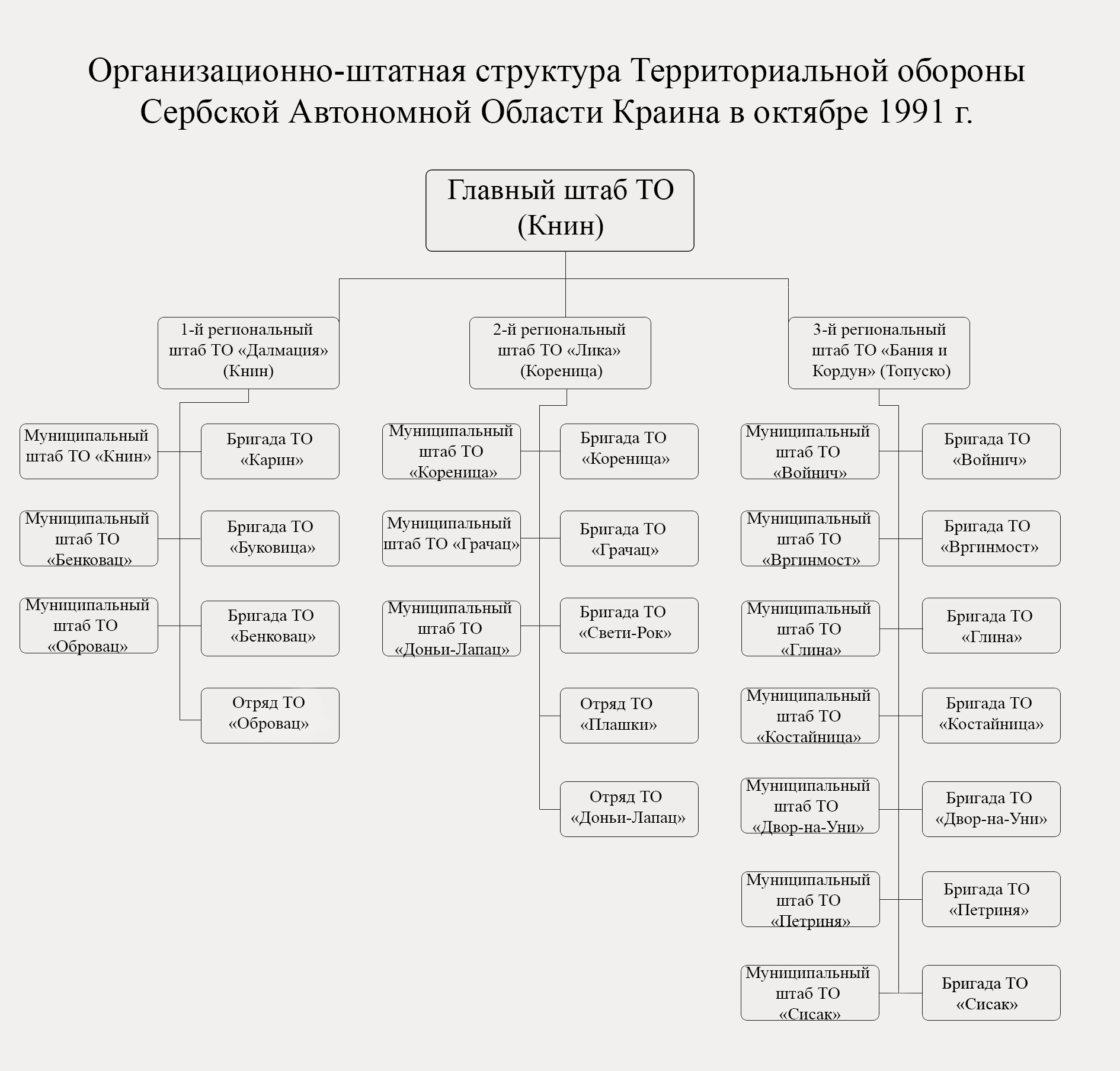
Структура ТО Сербской Краины в октябре 1991 г.

30 сентября 1991 года по приказу министра обороны СФРЮ генерала армии Велько Кадиевича был создан штаб ТО Сербской Краины. Его начальником стал генерал-подполковник И. Джуич, заместителем начальника штаба — полковник Д. Касум. Оперативное отделение возглавил полковник Р. Максич, отделение связи — подполковник А. Вулетич. Вскоре началось его пополнение другими кадровыми офицерами.
Подразделения краинской ТО комплектовались личным составом как на добровольной основе, так и путем мобилизации. В ряде случаев, ТО действовала в тесном взаимодействии с формированиями Милиции Краины, которые кроме участия в боях должны были также выполнять повседневные функции поддержания правопорядка. Постоянная структура ТО Сербской Краины была организована к началу ноября 1991 года. В этот период она состояла из Штаба, трех региональных штабов (в Далмации, Лике, Кордуне и Бании), 13 штабов в общинах, такого же количества бригад и 3 отрядов. В её рядах насчитывалось 24 100 человек. Вплоть до весны 1992 года краинская ТО вела боевые действия в составе ЮНА.
Несмотря на унифицированную организационно-штатную структуру, количество вооружений в бригадах и отрядах ТО существенно различалось. Летом 1991 года части сербской ТО располагали, в основном, стрелковым оружием, миномётами, безоткатными орудиями. В течение осени того же года Югославская народная армия начала передавать ей также артиллерию и бронетехнику.
До 26 февраля 1992 года, когда области Западная Славония и Восточная Славония, Баранья и Западный Срем вошли в состав Сербской Краины, их территориальная оборона развивалась обособленно, но тоже при поддержке Югославской народной армии.

### Перевооружение ТО и ее демобилизация

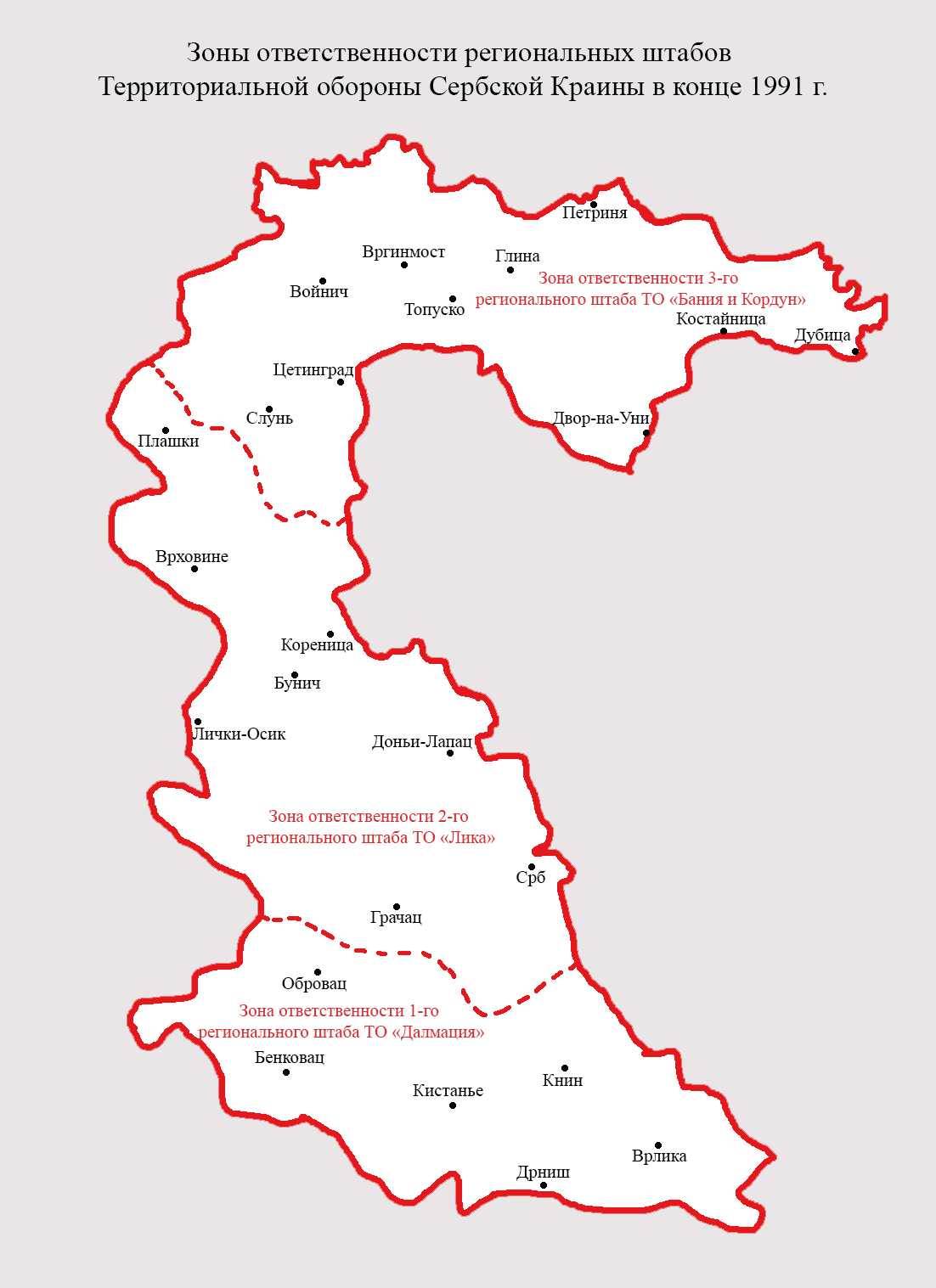
Зоны ответственности региональных штабов ТО в конце 1991 г.

Согласно плану Вэнса, в конце 1991 года принятому конфликтующими сторонами за основу для мирного урегулирования, ЮНА должна была покинуть территорию Сербской Краины. Между хорватскими и сербскими позициями размещались батальоны миротворцев ООН. Миротворцы должны были наблюдать за прекращением огня, обеспечить защиту гражданского населения, и, в случае возобновления конфликта, разъединить противоборствующие стороны. План Вэнса также предусматривал отвод тяжелого вооружения от линии фронта. При этом, бронетехника и артиллерия, оставленная краинским сербам югославской армией, складировалась по системе «двойного ключа» — на своих складах, но под присмотром миротворцев, в то время как хорватская армия выводила технику на свои собственные склады без внешнего контроля.
После подписания 2 января 1992 года Сараевского перемирия между ЮНА и Хорватией югославское военное руководство начало подготовку к выводу своих частей из зоны конфликта. Весной 1992 года под руководством югославского Генерального штаба была проведена ещё одна реорганизация краинской ТО. Она пополнилась несколькими артиллерийскими дивизионами, подразделениями ПВО, тыловыми базами и т. д. Кроме того, в этот период шла передача вооружения от выводимых частей ЮНА силам ТО и Милиции РСК. Согласно данным Главного штаба ТО РСК, на которые ссылается сербский историк Боян Димитриевич, Югославская народная армия оставила краинским сербам 262 танка, 56 БТР и БМП, 1 360 артиллерийских орудий всех калибров и 2 573 транспортных средства.
Несмотря на то, что части Территориальной обороны были демобилизованы, а их личный состав частично распущен, а частично пополнил бригады Отдельных подразделений милиции, летом—осенью 1992 года продолжался процесс создания новых подразделений ТО и их доукомплектования вооружением и снаряжением.

### Военная реформа осенью 1992 года
Как писал сербский историк Коста Новакович, летом 1992 года в Краине существовали две параллельные военные структуры: бригады Отдельных подразделений Милиции и ТО. При этом, первые были укомплектованы бойцами, но не имели тяжелого вооружения, за исключением небольшого количества бронетранспортеров. В то же время, части ТО располагали бронетехникой и артиллерией, но их личный состав был распущен. Эта ситуация, а также поражение во время боев за Мильевачское плато вынудили руководство Краины провести военную реформу, в рамках которой предполагалось объединить ТО и бригады ОПМ в постоянную армию — Сербское войско Краины.
13 октября 1992 года правительство Республики Сербская Краина одобрило мероприятия по формированию единых вооружённых сил. Для реализации утверждённого плана создали специальную комиссию, которую составили: 
- премьер-министр Здраво Зечевич,
- глава Министерства внутренних дел Милан Мартич,
- глава Министерства обороны Стоян Шпанович,
- начальник Управы ОПМ Борислав Джукич,
- начальник Главного штаба ТО Милан Торбица,
- командир 79-й бригады ОПМ Милош Цветичанин,
- командир 80-й бригады ОПМ Миле Новакович[14].

Итоговый приказ о проведении военной реформы опубликовали 27 ноября 1992 года. Согласно ему, ТО подлежала расформированию, на основе ряда её частей формировали новые соединения в составе постоянных вооружённых сил. Личный состав и вооружение перешли в новые армейские части.
Сербский историк Боян Димитриевич так оценил итоги реформы:
Упразднением Территориальной обороны и Отдельных подразделений милиции приказом от 27 ноября / 1 декабря 1992 г. была проведена реорганизация ТО в Сербское войско Краины. Оно было организовано из шести корпусов (прежних региональных штабов ТО), каждый из которых отвечал за один географический регион Краины, и частей, подчинявшихся Главному штабу и ВВС и ПВО. Такая организация армии при заметной раздробленности территории не обещала успешной обороны. Ожидание, что Союзная Республика Югославия будет гарантом безопасности и примет участие в войне в случае хорватского нападения, осталось основой надежд народа Краины и политической стратегии.
По мнению Косты Новаковича, военная реформа не привела к качественному преобразованию краинской армии. Созданное в итоге реформы Сербское войско Краины фактически осталось переименованной ТО. В новых соединениях и подразделениях был тот же личный состав и вооружение.

## Структура
После проведённой под руководством Югославской народной армии осенью 1991 года реорганизации структура ТО Сербской Краины выглядела следующим образом:
- Главный штаб
- 1-й региональный штаб «Далмация» с тремя муниципальными штабами, тремя бригадами и одним отрядом;
- 2-й региональный штаб «Лика» с тремя муниципальными штабами, тремя бригадами и двумя отрядами;
- 3-й региональный штаб «Бания и Кордун» с семью муниципальными штабами и семью бригадами.

Вскоре её несколько изменили, в частности, в регионе Кордун создали четвёртую бригаду, поскольку трёх уже сформированных не хватало для удержания линии фронта.

Эмблема бригады ТО Вуковар

Следующая реорганизация состава ТО прошла весной 1992 года. Согласно решению югославского Генштаба она должна была включать в себя:
- Главный штаб с базой тылового обеспечения;
- региональный штаб «Северная Далмация» с тремя муниципальными штабами, тремя бригадами, тремя дивизионами и базой тылового обеспечения;
- региональный штаб «Лика» с четырьмя муниципальными штабами, тремя бригадами, двумя отрядами, тремя дивизионами и базой тылового обеспечения;
- региональный штаб «Кордун» с четырьмя муниципальными штабами, тремя бригадами, тремя дивизионами и базой тылового обеспечения;
- региональный штаб «Бания» с пятью муниципальными штабами, тремя бригадами, тремя дивизионами и базой тылового обеспечения;
- /  региональный штаб «Восточная Славония, Западный Срем и Баранья» с четырьмя муниципальными штабами, четырьмя бригадами, тремя дивизионами и базой тылового обеспечения
- региональный штаб «Западная Славония» с четырьмя муниципальными штабами, одной бригадой, четырьмя отрядами, тремя дивизионами и базой тылового обеспечения.

## Командование
За время существования ТО Сербской Краины ею командовали:
- генерал Илия Джуич (сентябрь 1991 года — ноябрь 1991 года)[22]
- полковник Радослав Максич (ноябрь 1991 года — март 1992 года)[22]
- генерал Милан Торбица (март — октябрь 1992 года)[23]
- полковник Миле Новакович (октябрь — ноябрь 1992 года)[24]